# リー・ロックネイン
リー・ロックネイン（Lee Loughnane、1946年10月21日 - ）は、トランペット奏者、歌手、ソングライターである。シカゴの創立メンバーで、ジェームズ・パンコウ、ウォルター・パラゼイダーと並ぶ、シカゴの金管楽器/木管楽器セクションの3分の1として最もよく知られている。

## 略歴
リー・ロックネインは、シカゴ北西方の郊外イリノイ州エルムウッドパークにて、父フィリップ・ロックネインと母ジュアニーナの間の５人きょうだいの上から２番目として生まれた。父のフィリップは陸軍航空隊でトランペットを吹いていたが、リーも11歳の時から父と同じ楽器を演奏するようになった。
彼は最初にテリー・キャスと親しくなり、キャスの紹介でダニー・セラフィンとウォルター・パラゼイダーに出会った。のちに、ロバート・ラム、ジェームズ・パンコウ、ピーター・セテラら作曲の要となるメンバーが加入し、バンドはビッグ・シングからシカゴ・トランジット・オーソリティ、そしてシカゴへと発展していった。